# Zarząd Przemysłu Maszyn i Urządzeń Młyńskich, Spichrzowych i Piekarniczych
Zarząd Przemysłu Maszyn i Urządzeń Młyńskich, Spichrzowych i Piekarniczych – jednostka organizacyjna Ministra Przemysłu Drobnego i Rzemiosła istniejąca w latach 1952–1972, mająca na celu stworzenie bazy produkcyjnej oraz montażowo-remontowej maszyn młyńskich, spichrzowych i piekarniczych dla zaopatrzenia potrzeb kraju.

## Powołanie Zarządu
Na podstawie uchwały Prezydium Rządu z 1952 r. w sprawie utworzenia w Ministerstwie Przemysłu Drobnego i Rzemiosła - Zarządu Przemysłu Maszyn i Urządzeń Młyńskich, Spichrzowych i Piekarniczych ustanowiono Zarząd.
Zwierzchni nadzór nad Zarządem sprawował Minister Przemysłu Drobnego i Rzemiosła.

## Zadania Zarządu
Zadaniem Zarządu był operatywny nadzór, kontrola i ogólne kierownictwo zakładów produkcyjnych, jak też dokonywanie montażu i remontów maszyn i urządzeń  młyńskich, spichrzowych i piekarniczych, a w szczególności:
- opracowywanie zbiorczych planów działalności podległych przedsiębiorstw,
- opracowywanie procesów technologicznych i organizacja produkcji,
- dbanie o stały postęp techniczny i racjonalizację,
- ulepszanie i kontrola jakości produkcji,
- wzajemna koordynacja działalności przedsiębiorstw, zwłaszcza w zakresie produkcji, zaopatrzenia i zbytu,
- nadzór i koordynacja gospodarki finansowej,
- opracowanie norm i instrukcji organizacyjnych,
- regulowanie zagadnień pracy i płacy,
- opracowanie norm i instrukcji organizacyjnych,
- planowanie inwestycji i nadzór na ich wykonaniem,
- nadzór nad konserwacją i remontami maszyn, urządzeń, sprzętu i budowli,
- nadzór nad eksploatacją majątku przydzielonego przedsiębiorstwom.

## Zniesienie Zarządu
Na podstawie uchwały Rady Ministrów z 1972 r. w sprawie utraty mocy obowiązującej niektórych uchwał Rady Ministrów, Prezydium Rządu, Komitetu Ekonomicznego Rady Ministrów i Komitetu Ministrów do Spraw Kultury, ogłoszonych w Monitorze Polskim zlikwidowano Zarząd.